# Suchy zbiornik przeciwpowodziowy w Krzanowicach
Suchy zbiornik przeciwpowodziowy w Krzanowicach – sztuczny zbiornik przeciwpowodziowy na potoku Biała Woda, na zachód od Krzanowic. Zbiornik został utworzony poprzez budowę zapory wodnej w latach 2010–2012. Ma on powierzchnię 27 ha i rozciąga się na zachód od miasta Krzanowice, na obszarze gminy Krzanowice, a w niewielkiej części (niecałe 2,5 ha) również na terytorium Czech.

## Historia budowy
O budowie zbiornika mówiło się już od 1994 roku, jednak problemem przez długi czas było pozyskanie środków finansowych na inwestycję. Umowę na wykonanie dokumentacji projektowej zbiornika podpisano 16 października 2006 roku (termin realizacji 30 maja 2008 roku). Inwestycję prowadził Śląski Zarząd Melioracji i Urządzeń Wodnych, a pieniądze na ten cel pochodziły z budżetu państwa. Rozpoczęcie budowy odwlekło się w czasie, ponieważ fragment obszaru zalewowego miał znajdować się na terytorium Republiki Czeskiej i konieczne było przeprowadzenie transgranicznej oceny oddziaływania inwestycji na środowisko. Przetarg na budowę ogłoszono 27 października 2009 roku, a umowę z wykonawcą podpisano 30 grudnia 2009 roku. Budowa zapory rozpoczęła się na początku 2010 roku. 2 czerwca 2010 roku w Krzanowicach doszło do powodzi, co spowodowało chwilowe wstrzymanie prac. Częściowemu zniszczeniu uległy wówczas wykonane dotąd prace ziemne, grunt został częściowo rozmyty i należało go ponownie ustabilizować. Powódź, w trakcie której zalanych zostało ponad 200 domów oraz 20 gospodarstw, ewakuowano 22 mieszkańców i ponad 300 zwierząt, pokazała, że budowa zbiornika jest koniecznością. Kolejne problemy przy budowie pojawiły się w 2011 roku, kiedy rząd z powodów oszczędnościowych wstrzymał finansowanie inwestycji. Z tego powodu w okresie od 18 marca do 1 czerwca 2011 roku nastąpiła przerwa w wykonywaniu robót budowlanych. Kontynuacja prac stała się możliwa dzięki przyznaniu ponad 2 mln zł dotacji przez Wojewódzki Fundusz Ochrony Środowiska i Gospodarki Wodnej. Przerwa w finansowaniu była jednak przyczyną zawarcia 27 września 2011 roku porozumienia rozwiązującego umowę z wykonawcą robót. 27 października 2011 roku ogłoszono przetarg na kontynuację budowy zbiornika, a 7 grudnia 2011 roku podpisano umowę z nowym wykonawcą, firmą Skanska. Odbioru zbiornika dokonano w październiku 2012 roku. Łączny koszt inwestycji wyniósł ponad 5,5 mln zł.

## Charakterystyka
Zbiornik chroni Krzanowice przed wylewami potoku Biała Woda. Obiekt powstał dzięki wybudowaniu na zachodnim krańcu Krzanowic wybetonowanej zapory wodnej. W ten sposób utworzony został obszar zalewowy o powierzchni 27 ha rozciągający się na zachód od miasta, na obszarze przynależnym do gminy Krzanowice, a częściowo również (niecałe 2,5 ha) na terytorium Republiki Czeskiej. Pojemność zbiornika wynosi 418 512 m³ wody przy maksymalnej wysokości piętrzenia 5 m. Głównym elementem zapory jest część przelewowo-upustowa powstała w miejscu przepływu Białej Wody, ponadto wykonano na zaporze również przejście młynówki, a także sieć aparatury kontrolno-pomiarowej oraz drogę technologiczną wzdłuż zapory. Skarpa zapory od strony zalewowej została na całej jej długości wybetonowana.